# Sør-Rondanebreen
Der Sør-Rondanebreen ist ein großer Gletscher im ostantarktischen Königin-Maud-Land. Er liegt zwischen der Sør Rondane und den Belgica Mountains.
Wissenschaftler des Norwegischen Polarinstituts benannten ihn 2016 in Anlehnung an die Benennung der Sør Rondane.